# Stayin' Alive
Pour l’article ayant un titre homophone, voir Staying Alive.
Singles de Bee Gees
How Deep Is Your Love
(1977) Night Fever
(1978)
Clip vidéo
[vidéo] « Stayin' Alive », sur YouTube
Pistes de Saturday Night Fever: The Original Movie Sound Track
How Deep Is Your Love
Stayin' Alive est une chanson des Bee Gees, issue de la bande originale du film Saturday Night Fever, éditée sous le titre Saturday Night Fever: The Original Movie Sound Track. Elle est sortie le 13 décembre 1977 en tant que troisième single de la bande originale. Le groupe a coproduit la chanson avec Albhy Galuten et Karl Richardson.
C'est l'une des chansons emblématiques des Bee Gees. En 2004, Stayin' Alive est placée en 189e position sur la liste des « 500 plus grandes chansons de tous les temps » du Rolling Stone. En 2004, elle s'est classée 9e dans le classement AFI's 100 Years... 100 Songs. Elle est également sélectionnée par le Rock and Roll Hall of Fame, en 1995, comme l'une de « 500 chansons qui ont façonné le rock 'n' roll ».

## Genèse et enregistrement
Le producteur exécutif de la bande originale du film Saturday Night Fever et futur manager des Bee Gees, Robert Stigwood, a demandé au groupe d'écrire quelques chansons pour la bande originale. À ce stade, le film en était à ses débuts et il n'avait pas de titre ; en fait, tout ce que Stigwood avait à faire était une histoire de couverture new-yorkaise sur la discomanie.
Les Bee Gees ont écrit Stayin 'Alive pendant quelques jours alors qu'ils s'étalaient sur l'escalier du studio du château d'Hérouville près de Paris. Comme beaucoup d'autres artistes dans les années 1970, les Bee Gees ont enregistré la majorité de la bande originale en France pour des raisons fiscales.
Le label RSO Records voulait que la chanson partage le titre du film de l'époque, Saturday Night, mais les Bee Gees ont refusé un changement de titre, insistant sur le fait qu'il y avait eu trop de chansons avec Saturday dans le titre, et que l'album avait déjà une chanson avec le mot « night » dans le titre - Night Fever. Plutôt que de changer le nom de la première chanson pour correspondre au film, Stigwood a élargi le nom du film pour englober le titre de la dernière chanson. Au fil des ans, les frères ont eu des sentiments mitigés à propos de la chanson. D'une part, ils admettent que cela leur a apporté une immense renommée ; de l'autre, cela les a conduits à être catalogués comme un acte disco, malgré une longue et carrière variée avant et après.
Le morceau a été finalisé aux studios Criteria à Miami, avec Maurice Gibb jouant une ligne de basse similaire au riff de guitare, Barry Gibb et Alan Kendall sur des riffs de guitare et le claviériste Blue Weaver ajoutant du synthétiseur. Barry Gibb chante en fausset sur toute la chanson, sauf sur la ligne « life’s going nowhere, somebody help me ».
En raison de la mort de la mère du batteur Dennis Bryon au milieu des sessions de la chanson, le groupe a d'abord cherché un remplaçant. La pénurie de batteurs qualifiés dans la région a incité le groupe à essayer une boîte à rythmes, mais elle n'a pas offert de résultats satisfaisants. Après avoir écouté la piste de batterie de la chanson Night Fever déjà enregistrée, le groupe et le producteur Albhy Galuten ont pris deux mesures de cette piste, les ont réenregistrées comme une boucle récurrente sur une bande séparée et ont procédé à des sessions pour Stayin' Alive. Cela explique le rythme inchangé tout au long de la chanson. Pour plaisanter, le groupe a listé le batteur comme « Bernard Lupe », une imitation du nom du batteur de session Bernard Purdie avec le jeu de mots « loop » (boucle en anglais). Bernard Lupe était devenu un batteur très recherché - jusqu'à ce qu'on découvre qu'il n'existait pas,.

## Sortie
Le titre est produit par le groupe, Albhy Galuten et Karl Richardson. La chanson sort le 13 décembre 1977, en tant que second single de la bande originale du film.
Au moment de sa sortie, la semaine du 4 février 1978, Stayin' Alive atteint la première place des classements américains, et s'y maintient pendant quatre semaines. Durant cette période, la chanson devient le tube le plus reconnaissable des Bee Gees, en partie grâce à son utilisation dans l'ouverture du film Saturday Night Fever.

## Crédits
Crédits adaptés de Sound on Sound.
- Barry Gibb – voix soliste, d'harmonie et chœurs, guitare rythmique
- Robin Gibb – chœurs et voix d'harmonie
- Maurice Gibb – chœurs et voix d'harmonie, basse
- Alan Kendall – guitare solo
- Blue Weaver – claviers, synthétiseur
- Dennis Bryon (Bernard Lupe) – batterie (échantillon de Night Fever)
- Joe Lala – percussion

## Postérité

### Utilisation dans la formation médicale
Lors d'un massage cardiaque il est préconisé de se remémorer cette chanson afin de pratiquer les compressions à un tempo optimal.

### Dans la culture populaire
La chanson apparaît dans une scène de flashback du film parodique Y-a-t-il un pilote dans l'avion ? des frères David Zucker et Jerry Zucker et Jim Abrahams sorti en 1980.
Depuis les années 2000, la chanson est reprise par des tribute bands de hard rock/heavy metal comme le groupe Tragedy (en hommage à la chanson éponyme également des Bee-Gees). Le groupe ukrainien Sershen & Zaritskaya la reprend en février 2021 dans une version rock.  Sauf indication contraire, les informations mentionnées dans cette section peuvent être confirmées par le générique de fin de l'œuvre audiovisuelle présentée ici, ainsi que par la base de données cinématographiques IMDb,  présente dans la section « Liens externes ».
- 1996 : Mars Attacks! de Tim Burton
- 1996 : La Vérité si je mens ! de Thomas Gilou
- 2001 : 15 août de Patrick Alessandrin
- 2005 : Madagascar de Eric Darnell et Tom McGrath
- 2012 : Sherlock Holmes de Sue Vertue - bande originale de la série télévisée
- 2018 : Ready Player One de Steven Spielberg

⭐️2005 Floricienta Por Siempre 2 episodio 296 y 358 La fiebre del sábado por la noche 
- Le chanteur britannique Ozzy Osbourne a repris la chanson surf son coffret Prince of Darkness en 2005.

## Classements et certifications

### Classements

#### Classements hebdomadaires
| Classement (1978)                      | Meilleure position |
| -------------------------------------- | ------------------ |
| Afrique du Sud (Springbok Radio)       | 1                  |
| Allemagne de l'Ouest (Media Control)   | 2                  |
| Australie (Kent Music Report)          | 1                  |
| Autriche (Ö3 Austria Top 40)           | 2                  |
| Belgique (Flandre Ultratop 50 Singles) | 2                  |
| Belgique (Flandre VRT Top 30)          | 2                  |
| Canada (100 Singles)                   | 1                  |
| Canada (Adult Oriented Playlist)       | 2                  |
| Canada (Dance/Urban)                   | 13                 |
| Canada (CHUM)                          | 1                  |
| Espagne (AFYVE)                        | 2                  |
| États-Unis (Hot 100)                   | 1                  |
| États-Unis (Disco Action)              | 3                  |
| États-Unis (Hot Soul Singles)          | 4                  |
| États-Unis (Cash Box)                  | 1                  |
| États-Unis (Record World)              | 1                  |
| Europe (Eurochart Hot 100)             | 1                  |
| Finlande (Suomen virallinen lista)     | 2                  |
| France (SNEP)                          | 1                  |
| Irlande (IRMA)                         | 4                  |
| Italie (FIMI)                          | 1                  |
| Japon (Oricon)                         | 15                 |
| Mexique (Billboard)                    | 1                  |
| Norvège (VG-lista)                     | 4                  |
| Nouvelle-Zélande (RMNZ)                | 1                  |
| Pays-Bas (Nederlandse Top 40)          | 1                  |
| Pays-Bas (Nationale Hitparade)         | 3                  |
| Royaume-Uni (UK Singles Chart)         | 4                  |
| Suède (Sverigetopplistan)              | 3                  |
| Suisse (Schweizer Hitparade)           | 2                  |

| Classement (1989) | Meilleure position |
| ----------------- | ------------------ |
| France (SNEP)     | 44                 |

| Classement (2012-14)                      | Meilleure position |
| ----------------------------------------- | ------------------ |
| Belgique (Flandre Back Catalogue Singles) | 2                  |
| France (SNEP)                             | 62                 |
| Japon (Japan Hot 100 Singles)             | 81                 |

| Classement (2020)                       | Meilleure position |
| --------------------------------------- | ------------------ |
| États-Unis (Hot Dance/Electronic Songs) | 6                  |

| Classement (1978)                | Position |
| -------------------------------- | -------- |
| Afrique du Sud (Springbok Radio) | 4        |
| Australie (Kent Music Report)    | 4        |
| Autriche (Ö3 Austria Top 40)     | 6        |
| Belgique (Flandre Ultratop 50)   | 6        |
| Canada (Top 200 Singles)         | 9        |
| États-Unis (Billboard Hot 100)   | 4        |
| États-Unis (Cash Box)            | 2        |
| Italie (FIMI)                    | 1        |
| Pays-Bas (Nederlandse Top 40)    | 6        |
| Pays-Bas (Single Top 100)        | 7        |
| Suisse (Schweizer Hitparade)     | 5        |

| Classement (1958-2018) | Position |
| ---------------------- | -------- |
| États-Unis (Hot 100)   | 59       |

### Certifications
| Pays | Certification | Ventes certifiées |
| --- | ------------- | ----------------- |
| Canada (CRIA) | Platine       | 150 000^          |
| Danemark (IFPI) | Or            | 45 000^           |
| États-Unis (RIAA) | Platine       | 2 900 000,        |
| France (SNEP) | Or            | 831 000           |
| Italie (FIMI) | Platine       | 50 000‡           |
| Royaume-Uni (BPI) | Argent        | 600 000‡          |
| *Ventes selon la certification ^Mise en rayon selon la certification xNon précisé par la certification ‡ventes/streaming selon la certification |               |                   |